# Kisii County
Kisii County (bis 2010 Kisii Central District) ist ein County in Kenia. Die Countyhauptstadt ist Kisii. 2019 lebten im County 1.266.860 Menschen auf 1317,9 km².

## Geografie
Das County zeichnet sich durch eine hügelige Landschaft aus und wird sowohl vom Gucha als auch vom Mogusi durchquert, die beide in den Victoriasee münden. Im Kisii County werden hauptsächlich Kaffee, Tee, Tanacetum, Mais, Bohnen und Hirse angebaut.
2007 wurde der ursprüngliche größere Kisii District geteilt. Aus dem Norden des Distrikts wurde der Nyamira District, aus dem Süden der Gucha District. Die Gegend um die Stadt Kisii blieb als Kisii Central District erhalten. Im Rahmen der Verfassung von 2010 wurden die Distrikte Kisii Central, Kisii South, Gucha, Gucha South und Masaba unter der neuen Bezeichnung Kisii County vereinigt.
5,9 % der Haushalte sind an das Stromnetz angeschlossen.
Trotz des 2001 erlassenen Verbotes der Beschneidung weiblicher Genitalien findet diese im Kisii County nach wie vor in großer Zahl statt.

## Klima
Kisii liegt in der tropischen Klimazone am Äquator, hat aber wegen seiner Höhenlage ein angenehmes Klima. Zwischen März und Mai und im Oktober/November gibt es zwei Regenzeiten. Die Temperaturen reichen von 10 °C bis 31 °C.

## Gliederung
Das Kisii County teilt sich in Councils und Divisionen auf.
| Sitz der Behörde | Typ      | Einwohner (1999) |
| ---------------- | -------- | ---------------- |
| Kisii            | Gemeinde | 059.248          |
| Keroka           | Stadt    | 044.861          |
| Masimba          | Stadt    | 040.218          |
| Suneka           | Stadt    | 043.908          |
| Gusii            | Kreis    | 303.551          |

| Division       | Einwohner (1999) | Hauptstadt |
| -------------- | ---------------- | ---------- |
| Keumbu         | 109.837          | Keumbu     |
| Kisii township | 037.531          | Kisii      |
| Marani         | 089.215          | Marani     |
| Masaba         | 105.926          | Masimba    |
| Mosocho        | 063.247          | Nyakoe     |
| Suneka         | 086.030          | Suneka     |

Das Kisii County teilt sich in sieben Wahlbezirke auf:
- Bomachoge
- Bonchari
- Kitutu Chache
- Masaba
- Nyaribari Chache
- Nyaribari Masaba
- South Migirango

## Wirtschaft
Das äquatoriale Hochlandklima mit zwei jährlichen Regenperioden bildet eine förderliche Grundlage für eine breite Palette von Landwirtschaftsprodukten. So gibt es hier Plantagen für Kaffee und Tee. Angebaut werden ferner Bananen, Bohnen, Erdnüsse, Fingerhirse, Kartoffeln und Mais. Es existiert auch Milchviehhaltung im County.